# Disc golf
Disc golf je šport s letećim diskom u kojem igrači bacaju disk (flying disc ili frizbi) u metu; igra se prema pravilima sličnim golfu. Većina diskova za disk golf izrađena je od plastike (ili različitih plastičnih i gumenih materijala).
Disc golf se organizirano igra u 50-ak država diljem svijeta, a najpopularniji je u SAD-u, Kanadi i Sjevernoj Europi. U vrijeme pandemije COVID-19 disc golf je doživio veliki porast broja aktivnih igrača. Svjetsko udruženje amaterskih i profesionalnih igrača PDGA (Professional Disc Golf Association) u prosincu 2017. godine dostigla je sto tisuća članova u 41 godine djelovanja. Nakon toga, u periodu od samo 2 godine, u prosincu 2021. godine PDGA-u se pridružilo još stotinu tisuća novih članova. Na datum 13. srpnja 2024. posljednji članski broj koji je izdan bio je 291 388.

## Igra
Sport se obično igra na terenu s 9 ili 18 staza. Igrači počinju igru na svakoj pojedinoj stazi bacanjem diska s zaletišta (tee) prema meti, poznatoj kao koš. Igra se nastavlja novim bacanjem s mjesta gdje je prethodno bačeni disk došao u stanje mirovanja (završio s letom i eventualnim daljnjim kotrljanjem i sl.), sve dok se ne dosegne koš. Koševi su metalni s visećim lancima iznad košare, dizajniranim za hvatanje dolazećih diskova, koji zatim padaju u košaru. Pogodak u koš se priznaje tek kada je disk u košari, ili eventualno ako ostane visjeti u lancima.
Uobičajeni način igre (stroke play) jest da se zbraja broj bacanja koje igrač koristi na stazi sve dok ne pogodi u koš, a igrači nastoje dovršiti svaku rupu s najmanjim ukupnim brojem bacanja.
Par je broj predviđeni broj bacanja koji se očekuje da će iskusnijem igraču biti potreban da odigra određenu stazu. Uobičajeni par staze je 3, ali duge staze mogu biti i par 4, 5 ili vrlo rijetko 6.

## Povijest
Disc golf se, u ranom obliku, prvi puta igrao početkom 1900-ih. Prva neslužbena natjecanja su održana u mjestu Bladworth u Kanadi, 1927. godine kada su Ronald Franklin Gibson i grupa njegovih prijatelja iz osnovne škole Bladworth igrali golf metalnim poklopcima, igru bacanja limenih poklopaca u krugove ucrtane u pješčane dijelove na njihovom školskom imanju.
Moderni disk golf započeo je ranih 1960-ih, ali otvorena je rasprava o tome tko je prvi došao na ideju. Konsenzus je da je više grupa ljudi igralo neovisno tijekom 1960-ih. Studenti na Sveučilištu Rice u Houstonu, Teksas, na primjer, održavali su turnire sa stablima kao metama još 1964., a početkom 1960-ih, igrači u Pendleton King Parku u Augusti, Georgia, bacali bi frizbije u kante za smeće kao mete.

### 1970-ih
Ed Headrick, također poznat kao "Steady" Ed Headrick, (28. lipnja 1924. – 12. kolovoza 2002.) bio je američki izumitelj igračaka. Najpoznatiji je kao otac modernog frizbija te sporta i igre disc golfa.[nedostaje izvor]
Godine 1975. Headrick je dao otkaz u tvrtci Wham-O, gdje je pomogao u redizajniranju letećeg diska poznatog kao frizbi. Headrick je napustio tvrtku kako bi sve svoje napore usmjerio na svoj novi interes, koji je skovao i označio kao "Disc Golf". Godinu dana kasnije Ed je sa sinom Kenom pokrenuo prvu tvrtku za disc golf nazvanu Disc Golf Association (DGA). Svrha DGA bila je proizvesti diskove i mete te formalizirati igru disk golfa. Prva meta za disk golf bila je pole hole konstrukcija koja se u osnovi sastojala od stupa kojeg je potrebno pogoditi diskom.[nedostaje izvor]
Godine 1977. Headrick i njegov sin Ken razvili su modernu verziju disc golf koša koja je imala gornji dio s kojeg su visjeli okomiti nizovi lanaca prema središnjem stupu, a ispod njih se nalazila košara. Ovaj dizajn, uz neke dorade, prometnuo se u standard koji je danas uobičajeno korišten u disc golfu.

## Vanjske poveznice
- Hrvatski flying disc savez
- Svjetska flying disc federacija (WFDF - World Flying Disc Federation)
- Svjetsko udruženje igrača (PDGA - Professional Disc Golf Association)
- Popis članova PDGA iz Hrvatske
- Lagoda Disc Golf (jedina hrvatska disc golf tvrtka)